# Abierto Mexicano Telcel 2010
Die Abierto Mexicano Telcel 2010 waren ein Tennisturnier der WTA Tour 2010 für Damen und ein Tennisturnier der ATP World Tour 2010 für Herren in Acapulco, die zeitgleich vom 20. bis 27. Februar 2010 stattfanden.
Titelverteidiger im Einzel war Nicolás Almagro bei den Herren sowie Venus Williams bei den Damen. Im Herrendoppel war die Paarung František Čermák und Michal Mertiňák, im Damendoppel die Paarung Nuria Vives und María Sánchez Titelverteidiger.

## Herrenturnier
→ Hauptartikel: Abierto Mexicano Telcel 2010/Herren
→ Qualifikation: Abierto Mexicano Telcel 2010/Herren/Qualifikation

## Damenturnier
→ Hauptartikel: Abierto Mexicano Telcel 2010/Damen
→ Qualifikation: Abierto Mexicano Telcel 2010/Damen/Qualifikation